# Эргеч, Сельма
Сельма́ Эрге́ч (тур. Selma Ergeç; род. 1 ноября 1978, Хамм, Германия) — турецкая актриса и модель. Мировую известность ей принесла роль Хатидже-султан в культовом телесериале «Великолепный век».

## Биография
Сельма родилась в городе Хамм, в 1978 году в семье врача-турка и медсестры-немки (родом из Рурской области Германии). Её назвали в честь писательницы Сельмы Лагерлеф. Её семья переехала в 1983 году в турецкий город Мерсин. Позже они переезжают в Анкару, а в 1989 году возвращаются в Германию. Сельма в 1995 году окончила среднюю школу земли Северный Рейн-Вестфалия. В 1995—1996 училась в Хэдингтон школе (Оксфорд, Великобритания). В 1996—1998 годах она в рамках программы по обмену студентов училась в Лилле (регион Нор-Па-де-Кале) во Франции. Сельма вернулась в 1998 году в Германию. А позже она переехала в Турцию и училась в Стамбульском университете, на медицинском факультете университета города Адана, а также работала в качестве стажера в медицинской клинике.
Сельма с 9 лет является вегетарианкой.

## Личная жизнь
26 сентября 2015 года Сельма вышла замуж за бизнесмена Джана Оза, с которым встречалась 2 года. 8 апреля 2016 года Сельма Эргеч родила девочку весом 3950 и ростом 54 см, которую назвали Ясмин.

## Карьера
После периода медицинской стажировки Сельма Эргеч получила годичный отпуск, во время которого снялась в «Yarım Elma» — сериале компании NBC (сорок три эпизода) в роли девушки по имени Айча.
Начиная с 2003 года Сельма начала брать уроки актёрского мастерства у актрисы Алии Узунатаган. Она посещала Mujdat Gezen Art Center. В 2006 году Сельма снялась в американо-турецком фильме Сеть 2.0.
В качестве модели Сельма Эргеч со своими коллегами Каролиной Коч и Бану Ентур является лицом марки «Selamlique». Этот проект принёс ей популярность ещё до «Великолепного века».
В 2011 году Эргеч была приглашена в сериал «Великолепный век». на роль Хатидже Султан, сестры султана Сулеймана. По мнению самой актрисы, эта роль значима не только для её карьеры, но и для души. В интервью журналу İnStyle она сказала:

«Мы делаем работу, в которой есть душа, поэтому нам не удастся погрязнуть в рутине. Самое главное, что выделяет сериал „Великолепный век“ на фоне остальных — каждой серии присуще отдельное воодушевление. Чувство, что следующая серия должна быть лучше предыдущей поддерживает работу всей съёмочной бригады на таком же высоком уровне, как в первый день».
«Характер Хатидже Султан очень изменился. Иногда меня саму удивляют некоторые вещи, с ней связанные, её образ начал становиться более „вкусным“. Хатидже Султан делает то, что я в своей жизни никогда не делаю или даже не смогу сделать. Иногда она молчит там, где я бы высказалась, а там, где я бы промолчала, она сходит с ума. Когда я играю образ, который полностью противоположен мне по характеру, я пытаюсь понять, какие причинно-следственные связи ей движут. В итоге играть её довольно интересно».— Сельма Эргеч (о роли Хатидже-Султан)

## Фильмография
| Год       |   | Русское название      | Оригинальное название   | Роль               |
| --------- | - | --------------------- | ----------------------- | ------------------ |
| 1997      | с | Такой ли будет        | тур. Böyle mi Olacaktı? | Мерве              |
| 2001—2004 | с | Половина яблока       | Yarım Elma              | Айча               |
| 2005      | с | Слава                 | тур. Şöhret             | Натали             |
| 2005      | с | Лихорадка залива      | тур. Körfez Ateşi       | Пынар              |
| 2005      | ф | Пять времён           | Beş Vakit               | инструктор         |
| 2005      | в | Сеть 2.0              | The Net 2.0             | девушка в приёмной |
| 2006      | ф | Туман и ночь          | Sis ve Gece             | Мине               |
| 2007      | с | Укрощение строптивой  | тур. Hırçın Kız         | Гюль               |
| 2007—2009 | с | Аси                   | Asi                     | Дефне              |
| 2010      | ф | Голос                 | Ses                     | Дерья              |
| 2010      | с | Боль в сердце         | Kalp Ağrısı             | Азизе              |
| 2011—2013 | с | Великолепный век      | Muhteşem Yüzyıl         | Хатидже-султан     |
| 2013      | ф | Твоя история          | Senin Hikayen           | Эсра               |
| 2014      | ф | Крымец. Страшные годы | Kırımlı                 | Мария              |
| 2014—2015 | с | Дела сердечные        | Gönül isleri            | Саадет             |
| 2015      | ф | Призраки Гарипа       | Ghosts of Garip         | Нина               |
| 2017      | с | Моя родина — это ты   | Vatanın Sensın          | Халиде Эдиб Адывар |
| 2018      | с | Безжизненные          | Yaşamayanlar            | Кармен             |
| 2019      | ф | Опьянённый любовью    | Mesit ask               | Керра Хатун        |
| 2020—2021 | с | Дар                   | The gift                | Умут               |
| 2021      | с | Девушка за стеклом    | Camdaki kiz             | Селен Короглу      |
| 2024      | с | Жемчужные зёрна       | İnci Taneleri           | Пирайе Салачак     |